# Fakeshop
Ein Fakeshop (englisch fake shop für „Schwindelladen“) ist ein vermeintlicher Händler auf einer Online-Verkaufsplattform, bei dem Ware zu häufig sehr günstigen Konditionen bestellt werden kann, die nach der Bezahlung per Vorkasse jedoch gar nicht oder zumindest nicht in der bestellten Qualität geliefert wird. Siehe „Eingehungsbetrug“. In der Regel ist das Geld verloren, da die betrügerischen Händler nur für eine kurze Zeitspanne im Internet auftauchen und die Straftaten kaum verfolgt werden können.
Verbraucherschützer kritisieren, dass Online-Plattformen, wie zum Beispiel Amazon, zu wenig unternehmen, um Verbraucher vor solchen Fakeshop-Angeboten zu schützen und die Aktivitäten von Fakeshop-Betreibern zu unterbinden.

## Schutzmaßnahmen
Es wird empfohlen, sich nicht von ungewöhnlich günstigen Angeboten und scheinbar guten Bewertungen anderer Käufer täuschen zu lassen und sich nicht zu spontanen Käufen verleiten zu lassen. Im Zweifelsfall können sich Verbraucher bei den Verbraucherzentralen über verdächtige Online-Händler informieren oder mittels eines Fakeshop-Finders bei der Verbraucherzentrale die Internetadresse des Online-Händlers überprüfen.
Ferner ist es empfehlenswert, den Warenkorb einer bekannten Online-Plattform zum Einkauf zu verwenden und nicht direkt, zum Beispiel per E-Mail, mit einem vermeintlichen Händler Kontakt aufzunehmen oder gar direkt beim Händler zu bezahlen. Eine Online-Plattform kann dafür sorgen, dass das Konto des Käufers erst dann belastet wird, wenn die Ware tatsächlich ausgeliefert wurde.
Verdächtig sind Angebote von Waren, die bei den meisten seriösen Händlern vergriffen oder nicht kurzfristig lieferbar sind. Auf solche Angebote sollte nicht ohne weiteres eingegangen werden. Häufig sind auf den Webseiten der Fakeshops Fehler zu finden, wie zum Beispiel Rechtschreibfehler, eine unvollständige und unsinnige Gestaltung oder fehlerhafte Allgemeine Geschäftsbedingungen sowie ein fehlendes oder unvollständiges Impressum. Teilweise werden Vertrauenssiegel missbräuchlich eingesetzt, die einen zuverlässigen und seriösen Händler vorgaukeln sollen.
Laut dem Bundesamt für Sicherheit in der Informationstechnik (BSI) sollte die Internetseite eines seriösen Online-Händlers folgende Informationen enthalten:
- Name und Vorname des Anbieters oder alternativ Unternehmensname, Rechtsformzusatz und Namen der Vertretungsberechtigten (wird auf deutschen Seiten oft im Impressum angegeben)
- vollständige Anschrift des Anbieters
- Telefonnummer, E-Mail und Fax zur einfachen Kontaktaufnahme (Fakeshops bieten oft nur kostenpflichtige oder ausländische Telefonnummern, ein Postfach oder ein Kontaktformular an).
- Gewerberegister und Gewerberegisternummer
- Umsatzsteuer-Identifikationsnummer
- Nennung der Aufsichtsbehörde bei zulassungspflichtigen Angeboten, z. B. Medikamente
- Allgemeine Geschäftsbedingungen
- Angaben zu Datenschutz und Datensicherheit
- Angaben zum Widerrufsrecht, Rückgaberecht und der Kaufpreisrückerstattung
- Auswahl verschiedener Zahlungsmöglichkeiten (nicht ausschließlich Vorkasse durch Überweisung, Western Union, u. ä.)
- Transparente Angaben über Versandkosten, Rücksendekosten und mögliche Zusatzkosten.

Weitere Anhaltspunkte:
- Der Bestellbutton ist mit „Zahlungspflichtig bestellen“ oder mit einer anderen eindeutigen Formulierung wie „Jetzt kaufen“ beschriftet. Unklare Begrifflichkeiten wie „Anmelden“, „Abschließen“ oder „Bestellen“ sind nicht zulässig und ein Indiz für einen Fakeshop.
- Ein Vorhängeschloss sowie „https://“ in der Browserzeile kennzeichnen eine sichere Verbindung. Inzwischen nutzen aber auch Fakeshops eine sichere Verbindung immer öfter.
- Verdächtig sind vertraute Domain-Endungen. die aber ungewöhnliche Zusätze enthalten, wie etwa „.de.com“.
- Ein Indiz für einen Fakeshop ist, dass die Adresse zwar korrekt, die vermeintliche Firma bei der Recherche im Internet aber nicht unter dieser Adresse zu finden ist.
- Auch ein ungewöhnlicher niedriger Preis kann ein Indiz für einen Fakeshop sein.
- Wenn der Shop ein Gütesiegel veröffentlicht, sollten beim Klick auf das Siegel weitere Informationen zu Shop und Bestellprozess angezeigt werden. Bei Fakeshops sind die Siegellogos oft nicht klickbar oder erfunden.
- Nach dem Abschluss des Bestellvorgangs sollte der Käufer eine Bestätigung per E-Mail erhalten.[7]